# Disturbis del 2005 a França

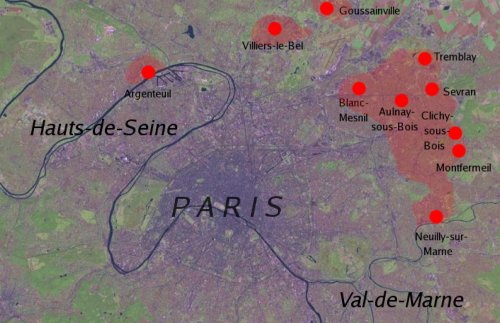
Àrea amb avalots als suburbis de París el 4/11/05

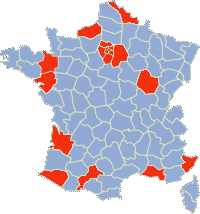
Departaments amb avalots el 5/11/05

Els avalots del 2005 a França començaren el 27 d'octubre a la comuna de Clichy-sous-Bois, als suburbis de París. Aquests es desencadenaren després de la mort de dos adolescents d'origen africà d'aquella mateixa comuna en morir electrocutats fugint de la policia. Al llarg dels dies, es van anar reproduint en altres punts de la perifèria parisenca, però també en la d'altres ciutats de l'estat francès com ara Rouen, Dijon, Lilla o Tolosa. El 8 de novembre a conseqüència dels disturbis als suburbis es declara l'estat d'emergència a França.